# Ein Mann der schläft
Ein Mann der schläft (französisch Un homme qui dort) ist ein Roman des französischen Schriftstellers Georges Perec, der im Jahr 1967 veröffentlicht wurde. Der Protagonist, ein 25-jähriger Student, verweigert sich von einem Tag auf den anderen dem Leben und zieht sich in Isolation und Gleichgültigkeit zurück. Die Handlung hat autobiografische Wurzeln. Perec litt in jungen Jahren selbst an einer ähnlich verlaufenen Depression. Die Umsetzung zeichnet sich durch zahlreiche intertextuelle Verweise auf andere Werke der Literaturgeschichte aus. Auffällig ist auch die formale Gestaltung: Der kurze Roman steht überwiegend im Präsens und in der Du-Form. Er zählt zu den am geringsten untersuchten Hauptwerken George Perecs und entstand noch vor dessen Mitgliedschaft in der Autorengruppe Oulipo. Eine Verfilmung des Autors gemeinsam mit Bernard Queysanne erhielt 1974 den Jean-Vigo-Preis. Eugen Helmlés deutsche Übersetzung blieb lange unveröffentlicht und erschien erstmals im Jahr 1988.

## Inhalt
An einem heißen Sommertag, einem Prüfungstag für sein Staatsexamen, steht ein 25-jähriger Soziologiestudent in Paris nicht wie gewöhnlich beim Klingeln seines Weckers auf, sondern bleibt einfach liegen. In ihm ist etwas zerbrochen, was ihn bisher an die Welt gebunden hat. Er kommt zur Erkenntnis, dass er nicht zu leben versteht und dies niemals tun wird. Auch als an den nächsten Tagen Freunde an seine Tür klopfen, rührt er sich nicht. Die unter der Tür durchgeschobenen Mitteilungen wirft er weg. Erst bei Nacht verlässt er sein fünf Quadratmeter großes Mansardenzimmer und läuft ziellos durch die Straßen, lässt sich von der anonymen Masse die Grands Boulevards entlangtreiben von der Place de la République bis zur Kirche La Madeleine.

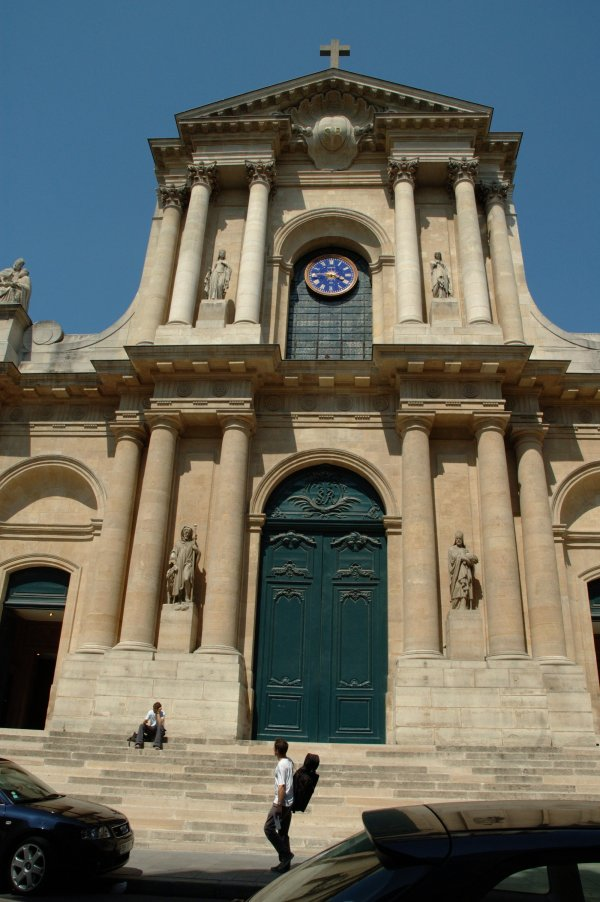
Die Glocken der nahe gelegenen St-Roch sind immer wieder im Zimmer des Protagonisten zu vernehmen.

Für einige Wochen unterbricht der namenlose Protagonist dieses abgeschottete Leben, reist zu seinen Eltern in ein Dorf nahe Auxerre. Doch auch dort führt er den Müßiggang weiter, macht ausgedehnte Spaziergänge, schläft viel, redet wenig. Er hat das Gefühl, er habe kaum gelebt, und dennoch sei bereits alles gesagt. Warum soll man den Gipfel eines Berges erklimmen, wenn man hinterher doch wieder hinabsteigen muss? Er beschließt, sich aus dem Leben herauszuhalten.
Zurück in Paris wartet abermals sein Zimmer und die Isolation. Er will sich sämtlichen Dingen des Lebens entwöhnen, bis er am Ende ein zeitloses Pflanzenleben lebt. Gleichberechtigt liest er alles, was ihm unter die Augen kommt, und geht abends ins erstbeste Kino. Sein Gang ins Café wird zur reinen Nahrungsaufnahme. Die Streifzüge durch Paris treiben ihn in zunehmend unbekannte Winkel, er kann stundenlang in der Betrachtung eines Baumes versinken. Manchmal verlässt er sein Zimmer für Tage nicht, studiert bloß die Risse in der Decke oder spielt eine Patience nach der anderen, deren Ordnung ihn fasziniert. Er fühlt sich unberührbar, vollkommen gleichgültig, frei von allem, was ihm ge- oder missfallen könnte, beschützt vor jeder Überraschung. Die Welt hat keine Macht mehr über ihn.
Doch irgendwann verliert er die Illusion der Unangreifbarkeit, schleicht sich die Furcht und die Einsamkeit in sein Leben. Bei seinen Spaziergängen steigt das Gefühl in ihm auf, sich in einer toten Stadt zu befinden. Alle Menschen, denen er begegnet, nimmt er als Ausgestoßene wahr, wie er einer ist. Er fühlt sich mehr und mehr wie ein Gefangener in seiner Zelle, wie eine Ratte im Labyrinth. Mit penibler Ordnung versucht er seinem Leben Halt zu geben. Doch ohne das Gefühl einer Zuflucht wartet er nur noch, bis alles vorüber geht.
Er erkennt, dass er in seinem Bemühen, auf den Grund seines Daseins zu gelangen, nichts erreicht hat. Die Einsamkeit hat ihn nichts gelehrt, ihn nicht weitergebracht, seine Gleichgültigkeit ist sinnlos und ändert nichts. Alles läuft ab, ob er daran teilnimmt, oder ob er sich verweigert. Er hat sich als Märtyrer gefühlt, doch kein Wunder ist geschehen, niemand hat ihn gerettet, er ist auch nicht gestorben. Die Welt hat sich nicht gerührt, und er hat sich nicht verändert. Am Ende besiegt die Zeit seinen Willen, befiehlt er sich: „Hör auf zu reden wie ein Mensch, der träumt.“ Er findet wieder ins Leben zurück, wo seine erste Empfindung Angst ist und seine erste Tat das Warten auf das Ende des Regens an der Place de Clichy.

## Form

### Aufbau
Ein Mann der schläft umfasst je nach Ausgabe um die 140 Seiten, wird aber seit seiner Veröffentlichung, so auch in der deutschen Fassung, von den Verlagen als Roman ausgewiesen. Dabei widerspricht der Aufbau den Prinzipien eines traditionellen Romans mit sequentiell abfolgender Handlung. Leonard Fuest, der von einer Erzählung sprach, sah anstelle eines roten Fadens eine „wuchernde Meditation über den Stillstand“, eine Ansammlung von Bildern, Beobachtungen, Reflexionen und Phantasien: „Es türmt sich hier die signifikante Fülle einer Leere auf.“
Der Roman teilt sich in sechzehn Sektionen, bei denen jedoch bereits das Fehlen einer Nummerierung von der ordnenden Funktion üblicher Kapiteleinteilungen abweicht. Die einzelnen Sektionen sind mono- oder multithematisch. Sie unterteilen sich ihrerseits in kurze Textabschnitte, von denen viele ohne Bezug zum vorigen oder folgenden Abschnitt gelesen werden können und so dem Roman einen fragmentarischen Charakter verleihen. Die ersten beiden Sektionen bilden eine Exposition. Dabei liefert die erste Sektion eine Phänomenologie des Einschlafprozesses, die motivisch mit dem folgenden Rückzug von der Welt korrespondiert und durch die Mehrdeutigkeit der verwendeten Bilder bereits auf den künftigen Verlauf der Handlung verweist. Der zweite Abschnitt führt den Protagonisten, seine Umgebung und alle wesentlichen Handlungselemente ein. Nach dieser Ouvertüre besteht der Roman vor allem aus einer Wiederholung, Variation und Ausweitung der eingeführten Motive. Ab Sektion 14 werden die Reprisen der Motive immer mehr zurückgenommen und verschwinden vollständig in einem Finale, das die Vergeblichkeit der vorigen Handlung bestätigt. In dieser durch Themen und Variationen geprägten Struktur von Ein Mann der schläft sah Stéphane Bigot eine eher musikalische Komposition als einen Romanaufbau gemäß traditionellen Regeln.
Ein Mann der schläft steht überwiegend im Präsens, was den Handlungen wie der Ansprache des Protagonisten den Anschein von Unmittelbarkeit gibt. Dabei beziehen sich die Aussagen zu Beginn des Romans auf einen gegenwärtigen Zeitpunkt: „Du stehst auf. Du gehst zum Fenster, das du schließt.“ Später dehnt sich der Bezug des Präsens jedoch mehr und mehr aus, die Aktionen erhalten einen sich wiederholenden, dauerhaften Charakter: „Manchmal bleibst du drei vier fünf Tage in deinem Zimmer, du weißt es nicht.“ Dabei gehorcht die temporale Ordnung keiner Chronologie, markiert keine Etappen und Stadien, Anfänge und Enden, sondern lässt die einzelnen Handlungsabschnitte ohne Trennung ineinander gleiten.

### Erzählperspektive
Das augenfälligste Merkmal des Textes ist seine Erzählperspektive. Er ist vollständig in der „Du-Form“ geschrieben. Dies führt zu Beginn des Romans zu einer direkten Einbeziehung des Lesers, die auch nach Einführung des Protagonisten weiter anhält. Durch die Du-Form werden die Grenzen zwischen Erzähler, Protagonist und Leser fließend. Sie lässt sich auf zweierlei Arten verstehen: dem Protagonisten wird seine Geschichte erzählt, oder er berichtet in einem Selbstgespräch über sich selbst. Durch die zweite Person singular werde Kathrin Glosch zufolge die Frage der Identität aufgeworfen, die auch im Text selbst anklinge: „Du rührst dich nicht. Du wirst dich nicht rühren. Ein anderer, ein Doppelgänger, ein gespenstiges und gewissenhaftes Double macht, vielleicht statt deiner die Gebärden, die du nicht mehr machst: er steht auf, rasiert sich, zieht sich an, geht weg.“ Fuest sah in der oft distanzierten und ironischen Du-Form eine Entzweiung des Erzählers vom Protagonisten.
Perec selbst führte das Du in Ein Mann der schläft auf eine Mischung zwischen Tagebuchform und der direkten Beziehung zwischen Autor und Figur zurück. Zudem verwies er auf das Wortspiel „un je(ux) devenant tu“, was sich direkt als „ein Ich, das zum Du wird“, sowie übertragen als „ein Spiel, das verstummt“ übersetzen lässt. Perecs Biograf David Bellos sah durch die Du-Form vor allem auch das Problem gelöst, dass Perec autobiografische Hintergründe verarbeiten konnte, ohne sich einerseits in der Ich-Form zu kompromittieren oder auf ein lyrisches Ich zurückzuziehen, andererseits in der Er-Form die persönlichen Erfahrungen in konventionelle Fiktion zu übertragen. Die Du-Form erweise sich dagegen als sprachlicher Ausdruck eines Experiments und vermittle die authentische Erfahrung direkt an den Leser. Eine Entsprechung von Form und Inhalt erkannte Roger Kleman, indem er die Du-Form als linguistische Form der absoluten Einsamkeit bezeichnete.

### Intertextualität
Ein Mann der schläft enthält zahlreiche Verweise auf andere literarische Texte. Bellos ging sogar so weit, dass beinahe jeder Satz aus einem anderen Werk stamme, der ganze Roman also eine literarische Collage, beziehungsweise ein Cento sei. In einem Brief an Eugen Helmlé kündigte Perec diesem Kopfschmerzen bei der Übersetzung an, weil die vielen Zitate gar nicht zu entdecken seien. Bellos sah in dem Stilmittel, die autobiografischen Erfahrungen Perecs durch die Worte anderer auszudrücken einen Mechanismus der Selbstverteidigung und eine Form von Bescheidenheit. Ariane Steiner schränkte Bellos’ These allerdings durch die Anmerkung ein, dass es bis zum heutigen Tage keine Möglichkeit gebe, alle intertextuellen Verweise des Romans zu entschlüsseln. Perec habe sich zu dem Thema bis zu seinem Tod bedeckt gehalten, und seine Notizen gaben zwar einzelne Hinweise, aber keine Struktur des Intertextes in seiner Gesamtheit preis.
Das einzige Zitat des Romans, das kenntlich gemacht ist, ist das Epigramm, das einem Aphorismus Kafkas entstammt:

„Es ist nicht notwendig, daß du aus dem Haus gehst. Bleib bei deinem Tisch und horche. Horche nicht einmal, warte nur. Warte nicht einmal, sei völlig still und allein. Anbieten wird sich dir die Welt zur Entlarvung, sie kann nicht anders, verzückt wird sie sich vor dir winden.“

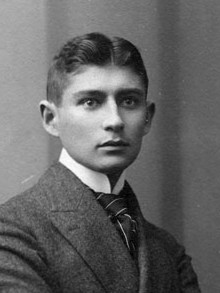
Zwischen Franz Kafka …

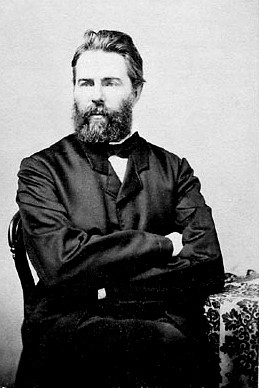
… und Herman Melville

Im Verlauf des Romans verweist der Erzähler auf die literarischen Vorbilder des Protagonisten, die „Robinsons, Roquentins, Meursaults, Leverkühns“. Die Herkunft des Titels Un homme qui dort aus Marcel Prousts Auf der Suche nach der verlorenen Zeit offenbarte Perec in einem Interview. An anderer Stelle gab er an, er wolle mit dem Roman zwischen Kafka und Melville treten. Gerne hätte er selbst dessen Bartleby der Schreiber verfasst, da dies nachträglich unmöglich sei, habe er seinen eigenen Bartleby erschaffen.
Neben Bartleby erkannte Bellos im Roman zahlreiche Sätze aus Melvilles Moby Dick, Kafkas Der Prozess, Dantes Göttlicher Komödie und Joyces Ulysses, daneben einen Kapitelbeginn aus Diderots Rameaus Neffe, eine Passage aus Sartres Der Ekel, Zeilen von Lamartine, Le Clézio und Barthes. Stéphane Bigot entschlüsselte darüber hinaus Zitate von Apollinaire, Breton, Rimbaud, Queneau, Prévert und Lowry. Ariane Steiner fügte Baudelaire, Dostojewski, Shakespeare und Fitzgerald hinzu. Der Bezug zum Fauststoff reiche von Goethe bis Thomas Mann, der zum Golemmythos verweise insbesondere auf Gustav Meyrink.

## Interpretation

### Verweigerung der Verweigerung
Leonard Fuest stellte den Protagonisten aus Ein Mann der schläft Melvilles Bartleby gegenüber. Während dieser noch vorziehe, etwas nicht zu tun, gehe die Verweigerung in Perecs Roman so weit, dass nicht einmal mehr vorgezogen werde, etwas vorzuziehen. Perecs Protagonist sei derart konturlos, dass er selbst zum Nichts werde, zur personifizierten Leerstelle. Die Sprache gewinne die Oberhand über das Subjekt. Immer wieder lösen sich die Gegenstände im Roman in Allegorien auf, betrachte der Protagonist stundenlang einen Baum und sehe in ihm „Gesicht, Stadt, Labyrinth oder Weg, Wappen und Spazierritte.“ Das Subjekt selbst gehe in den Bildern verloren: „Du bist nur noch ein Sandkorn, ein zusammengeschrumpftes Männlein, eine kleine, haltlose Sache“. Am Ende stelle der Text aber die vorherige Verweigerung als bloß Pose dar. Wie ein Vorwurf klinge die Feststellung: „Du bist nicht tot.“ Der Protagonist sei seinen Vorläufern Bartleby oder Gregor Samsa nicht in die letzte Konsequenz gefolgt, sei nicht einmal verrückt geworden. Die Geste der Verweigerung sei gescheitert. Sie habe längst ihre Wahrhaftigkeit und Originalität verloren. Fortan werde die Angst zum wesentlichen Lebensgefühl.
Die Radikalität in Perecs Roman sah Fuest darin, dass nicht nur die Teilnahme an der Welt verweigert werde, sondern die kritische Negation als solche negiert werde. Nicht einmal die Verweigerung gegenüber der Welt sei noch der Rede wert. Dabei stehe Ein Mann der schläft in der Tradition der Dekonstruktion und des Poststrukturalismus. Ebenso wie dem Text jede politische Stellungnahme fehle, sei er mit psychologischen, philosophischen oder moralischen Kategorien nicht zu fassen. Er ziehe sich zurück in ein existenzielles Spiel mit den Zeichen. Damit nehme Perec in Ein Mann der schläft bereits seine künftige Entwicklung zur potentiellen Literatur in der Gruppe Oulipo vorweg, in der er im Gegensatz zwischen Totalität und Wissen auf der einen Seite, Leere und Vernichtung auf der anderen Seite das Spiel mit der Sprache zum poetischen Programm erhob.

### Eine Erziehung der Gefühle
Kathrin Glosch sah den Roman angelegt als umgekehrten Entwicklungsroman, in dem keine Entwicklung, sondern eine wachsende Verkümmerung geschildert werde, eine Krankheitsgeschichte der Indifferenz. Diese werde vom Protagonisten zunächst als Freiheit erlebt: „Du entdeckst, manchmal fast mit einer Art Trunkenheit, daß du frei bist, daß nichts auf dir lastet, daß dir nichts gefällt und nichts mißfällt.“ Sie führe aber auch zu einer vollständigen Beliebigkeit: „Du gehst oder du gehst nicht. Du schläfst oder du schläfst nicht.“ Letztlich werde die Indifferenz im Roman negativ belegt, führe sie zur Vereinzelung des Individuums, zu seiner Isolation.
Bereits der Titel Ein Mann der schläft setze die Indifferenz des Protagonisten mit dem Schlaf, der Abwesenheit des Bewusstseins gleich. So wie dem Schlaf das Erwachen folge, werde am Ende auch der Zustand der Indifferenz überwunden, sei der Roman eine Erziehung der Gefühle in Anlehnung an den Romantitel Gustave Flauberts, die eine Teilnahme am Leben propagiere. Am Ende wende sich der Protagonist ab von seinen Helden, den „Robinsons, Roquentins, Meursaults, Leverkühns“ und appelliere: „glaub ihnen nicht, glaub den Märtyrern, den Helden, den Abenteurern nicht!“ Er wende sich damit auch ab von Sartres Existenzialismus und Camus’ Philosophie des Absurden. Vor dem Hintergrund der entstehenden 68er-Bewegung deutete Glosch den Roman letztlich als Aufruf zum Engagement.

## Entstehung und autobiografischer Hintergrund
Die Verweigerung des Protagonisten in Ein Mann der schläft basiert auf einem autobiografischen Hintergrund. Über das Jahr 1956 hinweg litt Perec, damals 20 Jahre alt, unter Depressionen. Seinen bisherigen literarischen Versuchen mangelte es am geeigneten Stoff wie am Vertrauen in die eigenen Fähigkeiten. Das rapide Schrumpfen seines sozialen Umfelds führte zu wachsender Einsamkeit. In einem Brief an seinen Cousin schrieb er im Juni 1957: „Nachdem ich mein Studium und meine Familie fallengelassen hatte, ließ ich schließlich alles fallen. Ich wollte nicht einmal mehr schreiben […]. Ende Mai hatte ich meinen Kaninchenstall, die Sandwiches und Hot Dogs so satt, dass ich [zu meinen Adoptiveltern] zurückkehrte! Das machte es auch nicht besser!“ David Bellos entschlüsselte auch viele Details in Ein Mann der schläft als autobiografisch. So gleicht die Mansarde im Roman dem Zimmer im sechsten Stock der Rue Saint-Honoré 203, in der Perec wohnte. Die Arbeit des Protagonisten in der Bibliothek übte Perec in den Anfangsmonaten des Jahres 1957 aus. Die Fahrt aufs Land erinnert an Perecs Fahrten nach Blévy.
Ein Mann der schläft entstand über einen Zeitraum von 18 Monaten zwischen Mitte 1965 und Dezember 1966. Bereits Ende 1965 gab Perec in Interviews Auskunft über Handlung und Titel seines neuen Romans, der eine Periode seines Lebens wiedergebe. Es existieren mehrere von der Veröffentlichung abweichende Fassungen. Eine Version, die von Bellos auf den Dezember 1965 geschätzt wird, endet mit einem in Futur abgefassten Epilog, der einen Ausblick auf ein zukünftiges sentimentales Happy End des Protagonisten mit einer Frau wirft. Einer weiteren Fassung aus dem Juli 1966 fehlt das Eingangskapitel über das Einschlafen. Perec schloss die Arbeiten noch vor seiner ersten Einladung in Raymond Queneaus Literatengruppe Oulipo ab, deren Prinzipien seine künftigen Arbeiten bestimmten. In zwei seiner späteren Arbeiten griff Perec die Geschichte von Ein Mann der schläft noch einmal auf: In Anton Voyls Fortgang, einem Leipogramm ohne den Buchstaben e, sowie in Das Leben Gebrauchsanweisung, wo aus dem „du“ das „er“ Grégoire Simpsons wird.

## Rezeption
Un homme qui dort gehört zu den am geringsten von der Literaturkritik besprochenen Hauptwerken Perecs, wofür Carsten Sestoft eine mögliche Erklärung in seiner Schnittstellenposition als letztes Vor-Oulipo-Werk Perecs sieht. Der Mangel an moralischer Stellungnahme des eher literarisch orientierten Buches wurde von katholischen oder rechtsgerichteten Kritikern gerügt. Michel Rybalka sprach von einer recht unschlüssigen Aufnahme beim Publikum und bei der Kritik, obwohl er selbst Un homme qui dort als wahrscheinlich beste Romanveröffentlichung des Jahres 1967 in Frankreich betrachtete. Bis 1993 wurde Un homme qui dort in zehn Sprachen übersetzt.
Eugen Helmlé, der bereits zuvor andere Werke Perecs bei verschiedenen Verlagen ins Deutsche übertragen hatte, fertigte auch die Übersetzung Ein Mann der schläft an. Die deutsche Fassung blieb über zehn Jahre unveröffentlicht, bis Helmlé in Bremen den Verlag Manholt fand, der 1988 mit dem Roman die Publikation einer ganzen Reihe von Werken Perecs eröffnete. Der späte Zeitpunkt der Veröffentlichung des Frühwerks eines auch im deutschen Sprachraum namhaft gewordenen Autors führte zu einigen Besprechungen in den Feuilletons.
Im Hamburger Abendblatt erschien Heinz Albers’ Rezension „eines ungewöhnlichen Romans. Perecs bildhafte, schwebende lyrische Prosa schildert die äußeren und inneren Bedingungen einer unvollkommen suchenden Existenz […] Hinabgetaucht in die eigene Existenz erfährt Perecs Schläfer das ewige alte Dilemma des Menschen, der ständig nach dem Sinn seines Lebens fragt und nie eine befriedigende Antwort erhält.“ Zur Taschenbuchausgabe von 2002 urteilte Petra Mies in der Frankfurter Rundschau: „Ein Mann der schläft ist ein Traktat über das Ich ohne die anderen. Mit ruhigen, fast gebetsartigen Sätzen zieht der Namenlose die Leser mit in seine selbstgewählte Wahnsinnswelt. […] Ein Buch, das ganz ruhig macht. Und gleichzeitig immer beunruhigender wirkt. Groß und verrückt.“
Auch in der DDR wurde eine Herausgabe des Romans erwogen, doch ein internes Verlagsgutachten von Volk und Welt kam im Mai 1967 letztlich zu einem ablehnenden Urteil. Zwar wurde Ein Mann der schläft als „präziser, klarer und, obwohl es kaum eine Handlung gibt, interessanter“ beurteilt als Perecs Erstling Die Dinge. Doch es wurde ein „Bezug zur gesellschaftlichen Realität“, zum „Konkreten“ vermisst, eine politisch erwünschte „Ausdeutung einer bürgerlich-kleinbürgerlichen Jugend gegenüber einer Gesellschaft, die nichts mehr an Idealen zu bieten hat“. Da der Aufruf am Ende, „das Schicksal mitzubestimmen, nicht zu resignieren“ sofort wieder in Angst und Unsicherheit umschlage, blieb das Fazit: „Schade, es ist ein sauberes Stück Literatur“, dessen Herausgabe sich aber nicht begründen ließe.
Befragt nach einer Buchempfehlung antwortete der Schweizer Schriftsteller Peter Stamm 2005: „Ein Buch, das ich immer gerne weiterempfehle, weil es wenig bekannt ist, ist: Ein Mann der schläft von Georges Perec.“ Sein 2006 erschienener Roman An einem Tag wie diesem wird durch ein Zitat aus Ein Mann der schläft eingeleitet.

## Verfilmung
Im Jahr 1973 verfilmte Perec gemeinsam mit dem Regisseur Bernard Queysanne den Roman unter dem Titel Un homme qui dort. Die Hauptrolle spielte Jacques Spiesser, Ludmila Mikaël las Passagen aus dem Roman. Durch die weibliche Stimme sollte eine eindeutige Zuordnung des „Du“ als innerer Monolog unterbunden und die ambivalente Erzählperspektive des Romans beibehalten werden. Der in Schwarz-Weiß gedrehte Film setzt neben seiner Hauptfigur vor allem wenig bekannte Pariser Winkel ins Bild. Abweichend von der Romanvorlage beruht die Verfilmung von Un homme qui dort auf mathematischen Prinzipien. Sechs Sektionen des Films zeigen exakt dieselben Dinge, Plätze und Bewegungen, die jedes Mal durch andere Kamerawinkel aufgenommen werden. Auch Text und Musik beruhen auf einer sechsteiligen Permutation und passen – mit Ausnahme weniger zufälliger Momente sowie der Schlusssequenz – nicht zu den gezeigten Bildern.
Beide Regisseure gaben an, privat Hollywood-Produktionen gegenüber Kunstfilmen vorzuziehen, auch den Kinoketten war der Film zu experimentell. Erst die Verleihung des Jean-Vigo-Preis im März 1974 führte schließlich doch zu einer kommerziellen Veröffentlichung. Der Film lief vom 24. März bis zum 8. Oktober 1974 in den französischen Kinos und wurde auf verschiedenen internationalen Filmfestivals gezeigt. Es entstanden eine englische und eine italienische Sprachfassung. 2007 wurde Un homme qui dort in einer DVD-Fassung veröffentlicht, die auch eine deutsche Tonspur, gesprochen von Andrea Kopsch, enthält.

### Textausgaben
- Georges Perec: Un homme qui dort. Denoël, Paris 1967. (Französische Erstausgabe)
- Georges Perec: Un homme qui dort. Mit einem Kommentar von Stéphane Bigot. Gallimard, Paris 1998, ISBN 2-07-040367-X.
- Georges Perec: Ein Mann der schläft. Manholt, Bremen 1988, ISBN 3-924903-65-4. (Deutsche Erstausgabe)
- Georges Perec: Ein Mann der schläft. dtv, München 2002, ISBN 3-423-12981-6.
- Georges Perec: Ein Mann der schläft. Diaphanes, 2012, ISBN 3-03734-241-2.

### Sekundärliteratur
- David Bellos: Georges Perec. A Life in Words. Godine, Boston 1993, ibs. S. 344–347, 359–363, 538–542.
- Leonhard Fuest: Poetik des Nicht(s)tuns. Verweigerungsstrategien in der Literatur seit 1800. Fink, München 2008, ISBN 978-3-7705-4614-5, S. 243–254.
- Kathrin Glosch: „Cela m’était égal“. Zu Inszenierung und Funktion von Gleichgültigkeit in der französischen Literatur des 20. Jahrhunderts. Metzler, Stuttgart 2001, ISBN 3-476-45264-6, S. 207–221.
- Agatha Frischmuth: Nichtstun als politische Praxis. Literarische Reflexionen von Untätigkeit in der Moderne. Transcript, Bielefeld 2021, ISBN 978-3-8376-5739-5, S. 189–247.